# Mount Macedon
Mount Macedon est un village à 64 kilomètres au nord-ouest de Melbourne, et à sept kilomètres au nord de Macedon, dans l'État du Victoria en Australie près de la Calder Freeway qui relie Melbourne à Bendigo. Au recensement de 2006, Mount Macedon avait une population de 1 694 habitants.
La ville possède sur son territoire les Stanley Falls, une petite chute d'eau sur la Turitable Creek.
Les incendies du Mercredi des Cendres de 1983 ont détruit un certain nombre[évasif] de maisons le 16 février 1983.